# Ajuntament de Constantí
L'Ajuntament de Constantí és una casa consistorial de Constantí (Tarragonès) protegida com a Bé Cultural d'Interès Local.

## Descripció
L'edifici que acull l'Ajuntament de Constantí consta de planta baixa més dos pisos. La composició de la façana és del tot simètrica. A la planta baixa trobem la porta d'accés en forma d'arc de mig punt flanquejada per dues finestres. Totes les obertures estan emmarcades amb pedra. A la planta principal hi ha un balcó que sobresurt i a banda i banda trobem balconeres enrasades. Tots els balcons tenen baranes de ferro. Al darrer pis hi ha tres finestres de dimensions més reduïdes. La façana està coronada per una cornisa amb una estructura en forma de frontó trucat a la part central.